# Deus no Mormonismo
No Mormonismo ortodoxo, o termo Deus geralmente se refere ao Deus bíblico, o Pai, a quem os santos dos últimos dias às vezes chamam de Elohim, e o termo Divindade refere-se a um conselho de três pessoas divinas distintas que consistem em Deus, o Pai, Jesus (Filho primogênito, a quem os santos dos últimos dias às vezes chamam de Jeová) e o Espírito Santo . Os santos dos últimos dias acreditam que o Pai, o Filho e o Espírito Santo são três seres distintos, e que o Pai e Jesus aperfeiçoaram, glorificaram, corpos físicos, enquanto o Espírito Santo é um espírito sem um corpo físico. Os santos dos últimos dias também acreditam que existem outros deuses e deusas fora da Divindade, como uma Mãe Celestial que é a esposa de Deus, o Pai, e que os santos dos últimos dias fiéis podem alcançar a divindade na vida após a morte. Joseph Smith ensinou que Deus já foi homem em outro planeta antes de ser exaltado à Divindade.
Essa concepção difere da tradicional Trindade Cristã de várias maneiras, uma das quais é que o Mormonismo não adotou ou continuou a doutrina de que o Pai, o Filho e o Espírito Santo são da mesma substância ou ser. Além disso, o mormonismo ensina que a inteligência que habita em cada humano é coeterna com Deus. Os Mórmons usam o termo onipotente para descrever Deus, e o consideram o criador; eles o entendem como possuindo poder absolutamente ilimitado. A concepção mórmon de Deus também difere substancialmente da tradição judaica de monoteísmo ético, na qual Elohim (אֱלֹהִים) é uma concepção completamente diferente.
Esta descrição de Deus representa a ortodoxia mórmon, formalizada em 1915 com base em ensinamentos anteriores. Outros ramos atualmente existentes e históricos do mormonismo adotaram visões diferentes de deus, como a doutrina Adão-Deus e o trinitarismo.

## Primeiros conceitos dos Santos dos Últimos Dias

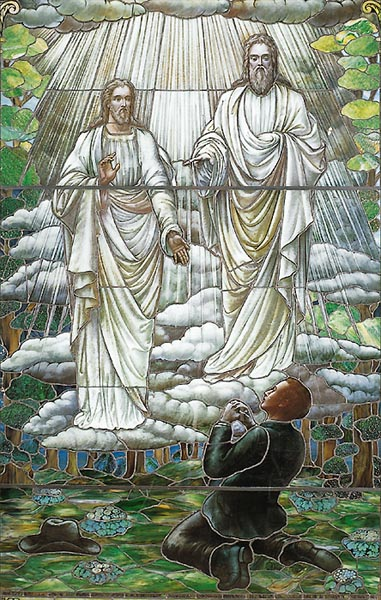
Em 1838, Joseph Smith ensinou que ele teve a sua primeira visão, na qual viu dois personagens, isso na na primavera de 1820. Em 1843, Smith ensinou que esses personagens, Deus, o Pai e Jesus, tinham corpos separados e tangíveis.

A maioria dos santos dos últimos dias veio de uma origem Protestante, acreditando na doutrina da Trindade que havia sido desenvolvida durante os primeiros séculos do Cristianismo. Antes de 1835, os ensinamentos teológicos mórmons eram semelhantes à visão estabelecida. Entretanto, os ensinamentos do fundador Joseph Smith sobre a natureza da Divindade se desenvolveram durante sua vida, tornando-se mais plenamente desenvolvidos nos poucos anos anteriores ao seu assassinato em 1844. Começando como uma descrição não elaborada do Pai, Filho e Espírito Santo como sendo "Um ", Smith ensinou que o Pai e o Filho eram membros pessoais distintos da Deidade desde 1832. Os ensinamentos públicos de Smith mais tarde descreveram o Pai e o Filho como possuindo corpos físicos distintos, sendo um junto ao Espírito Santo, não em substância material, mas em espírito, glória e propósito - uma visão às vezes chamada Trinitarismo social.
Os Mórmons veem seu conceito de Deus como uma restauração da doutrina cristã original, ensinada por Cristo e pelos Apóstolos. Elementos desta doutrina foram revelados gradualmente ao longo do tempo para Smith. Os Mórmons ensinam que, nos séculos seguintes à morte dos Apóstolos, as opiniões sobre a natureza de Deus começaram a mudar à medida que os teólogos desenvolveram doutrinas e práticas, embora não tivessem sido chamados como profetas designados para receber revelação para a igreja. Os Mórmons veem a forte influência da cultura e da filosofia gregas (helenização) durante esse período como contribuindo para um afastamento da visão tradicional judaico-cristã de um Deus corporal em cuja imagem e semelhança a humanidade foi criada. Esses teólogos começaram a definir Deus em termos de três pessoas, ou hypostasis, compartilhando uma substância divina imaterial, ou ousia - um conceito que alguns afirmam não ter respaldo nas escrituras, mas espelhando de perto elementos da filosofia grega, como o Neoplatonismo. Os Mórmons acreditam que o processo de desenvolvimento que levou à doutrina da Trindade a deixou vulnerável ao erro humano, porque não foi fundada no padrão estabelecido de Deus de revelação contínua por meio de profetas.

### Ensinamentos nos anos 1820 e no começo dos anos 1830
O Livro de Mórmon ensina que Deus, o Pai, e seu Filho Jesus Cristo, e o Espírito Santo são "um", com Jesus aparecendo com um corpo de espírito antes de seu nascimento, e com um corpo tangível após sua morte e ressurreição. O livro descreve o "Espírito do Senhor" "na forma de um homem" e falando como um homem faria.
Antes do nascimento de Jesus, o livro o descreve como um espírito "sem carne e sangue", com um espírito "corporal" que parecia o mesmo que ele apareceria durante sua vida física. Além disso, Jesus se descreveu da seguinte forma: "Eis que eu sou aquele que foi preparado desde a fundação do mundo para redimir meu povo. Eis que eu sou Jesus Cristo. Eu sou o Pai e o Filho. Em mim toda a humanidade terá vida e tê-la-á eternamente, sim, aqueles que crerem em meu nome; e eles tornar-se-ão meus filhos e minhas filhas". Em outra passagem do Livro de Mórmon, o profeta Abinádi declara:
Quisera que compreendêsseis que o próprio Deus descerá entre os filhos dos homens e redimirá seu povo. E porque ele habita na carne, será chamado o Filho de Deus; e havendo sujeitado a carne à vontade do Pai, sendo o Pai e o Filho. O Pai, porque foi concebido pelo poder de Deus; e o Filho, por causa da carne; tornando-se assim o Pai e o Filho. E eles são um Deus, sim, o próprio Pai Eterno do céu e da Terra.
Depois que Jesus ressuscitou e subiu ao céu, o Livro de Mórmon declara que ele visitou um grupo de pessoas nas Américas, que viu que ele tinha um corpo tangível e ressuscitado. Durante sua visita, ele foi anunciado pela voz de Deus Pai, e os presentes sentiram o Espírito Santo, mas somente o Filho foi visto. Jesus é citado como dizendo:
Pai, deste-lhes o Espírito Santo porque creem em mim; e vês que creem em mim, porque os ouves; e eles oram a mim; e oram a mim porque estou com eles. E agora, Pai, rogo-te por eles e também por todos os que crerem em suas palavras, para que creiam em mim a fim de que eu esteja neles, como tu, Pai, estás em mim, para que sejamos um.
O Livro de Mórmon afirma que Jesus, o Pai e o Espírito Santo são "um". A Igreja SUD interpreta essa "unidade" como uma unidade metafórica em espírito, propósito e glória, em vez de uma unidade física ou corporal. Por outro lado, algumas seitas dos santos dos últimos dias, como a Comunidade de Cristo, consideram o Livro de Mórmon consistente com o Trinitarismo. Alguns estudiosos também sugeriram que a visão de Jesus no Livro de Mórmon também é consistente, ou talvez mais consistente, com o Modalismo monoteísta.

### Ensinamentos de meados até o fim dos anos 1830
Em 1835, Joseph Smith, com o envolvimento de Sidney Rigdon, ensinou publicamente a ideia de que Jesus Cristo e Deus Pai eram dois seres separados. Nas Palestras sobre Fé, ensinadas em 1834 à Escola dos Profetas, foram apresentadas as seguintes doutrinas:
1. Que a Divindade consiste do Pai, Filho e o Espírito Santo (5:1c);
2. Que existem dois "personagens", o Pai e o Filo, que constituem o "poder supremo sobre todas as coisas" (5:2a, seção Q&A);
3. Que o Pai é um "personagem de espírito, glória e poder" (5:2c);
4. Que o filho é um "personagem do Tabernáculo" (5:2d) que "possui a mesma mentalidade com o Pai; e essa Mente é o Espírito Santo" (5:2j,k);
5. Que o Pai, o Filho e o Espírito Santo constituem o "poder supremo sobre todas as coisas" (5:2l);
6. Que "Esses Três constituem a Divindade e são um: o Pai e o Filho possuindo a mesma mente, a mesma sabedoria, glória, poder, e plenitude" (5:2m);
7. Que o Filho é "composto com a plenitude da mente do Pai, ou em outras palavras, o Espírito do Pai" (5:2o).

As Palestras sobre a Fé foram incluídas como parte de Doutrina e Convênios de 1835. Elas foram removidas de Doutrina e Convênios pela Igreja SUD e pela Comunidade de Cristo, alegando que nunca haviam sido explicitamente aceitos pela igreja como canônico. A maioria dos santos dos últimos dias modernos não aceitam a ideia de uma divindade de duas "personagens", com o Pai como espírito e o Espírito Santo como a "mente" compartilhada do Pai e do Filho. Além disso, muitos apologistas mórmons propõem uma leitura das Palestras sobre a Fé que seja consistente com as doutrinas anteriores ou posteriores de Smith, colocando várias sombras no significado de personagem, conforme usado nas Palestras.
Em 1838, Smith publicou uma narrativa de sua Primeira Visão, na qual descreveu ver Deus, o Pai, e Jesus Cristo separados, com aparência semelhante entre si.

### Ensinamentos nos anos 1840
Na cerimônia de investidura, introduzida por Smith em 1842, o nome "Elohim" é usado para se referir a Deus Pai. "Jeová" é usado para se referir ao Jesus pré-mortal.
Em sermões públicos mais tarde na vida de Smith, ele começou a descrever o que pensava ser a verdadeira natureza da Deidade com muito mais detalhes. Em 1843, Smith forneceu sua descrição pública final da Divindade antes de sua morte, na qual descreveu Deus, o Pai, como tendo um corpo físico, e o Espírito Santo, também, como uma personagem distinta: "O Pai tem um corpo de carne e osso, ossos tão tangíveis quanto os do homem; o Filho também; mas o Espírito Santo não tem um corpo de carne e ossos, mas é uma personagem do Espírito. Não fosse assim, o Espírito Santo não poderia habitar em nós. " essa citação está incluída nas escrituras SUD canonizadas, algumas contestam sua autenticidade, particularmente a do Espírito Santo que habita em nós, uma vez que não era consistente com a redação da fonte do manuscrito sobre o Espírito Santo e passou por várias revisões e modificações antes de chegar a esta forma final.
Durante esse período, Smith também introduziu uma teologia que poderia apoiar a existência de uma Mãe Celestial. A fonte principal dessa teologia é o sermão que ele proferiu no funeral de King Follett (comumente chamado de discurso de King Follett). A Igreja SUD acredita que existe uma Mãe Celestial, mas muito pouco é reconhecido ou conhecido além de sua existência ou do número de Mães Celestiais, porque os primeiros líderes SUD ensinaram que foi "claramente mostrado que Deus o Pai teve uma pluralidade de esposas."
Lorenzo Snow resumiu sucintamente outra parte da doutrina explicada no Discurso de King Follett usando um dístico: "Como o homem é agora, Deus já foi: / Como Deus é agora, o homem pode ser".

## Ensinamentos de acordo com denominações

### A Igreja de Jesus Cristo dos Santos dos Últimos Dias
A Igreja de Jesus Cristo dos Santos dos Últimos Dias (Igreja SUD) sustenta que o Pai e o Filho possuem corpos físicos glorificados, enquanto o Espírito Santo tem apenas um corpo de espírito.
Os líderes e os textos das escrituras da Igreja SUD afirmam uma crença na Santíssima Trindade, mas usam a palavra "Deidade" (termo usado pelo Apóstolo Paulo (Atos 17:29; Romanos 1:20 e Colossenses 2: 9) para distinguir crença de que a unidade da Trindade se relaciona com todos os atributos, exceto uma unidade física dos seres. Os membros da igreja acreditam que "o Pai tem um corpo de carne e ossos tão tangível quanto o homem; o Filho também; mas o Espírito Santo não tem um corpo de carne e ossos, mas é uma personagem do Espírito".
Essa teologia é consistente com o relato de Smith da Primeira Visão, de 1838. Esse relato, publicado como parte da Pérola de Grande Valor da igreja, afirma que Smith teve uma visão de "duas personagens", o Pai e o Filho. Os críticos mórmons veem esse relato de 1838 com ceticismo, porque os primeiros relatos de Smith sobre a Primeira Visão não se referiam à presença de dois seres. A igreja também ensina que sua teologia é consistente com o relato bíblico do batismo de Jesus, que se refere a sinais do Pai e do Espírito Santo, que a denominação interpreta como uma indicação de que essas duas pessoas têm substância distinta de Jesus.
Smith ensinou que existe uma divindade e que os humanos podem ter um lugar, como co-herdeiros com Cristo, através da graça, se seguirem as leis e ordenanças do evangelho. Esse processo de exaltação significa literalmente que os seres humanos podem tornar-se completos, plenos, herdeiros de Jesus e, se provados dignos, herdar tudo o que ele herda. Os líderes ensinaram que Deus é infinitamente amoroso, embora seu amor "não possa ser corretamente caracterizado como incondicional". Embora a humanidade tenha a capacidade de se tornar deuses através da Expiação de Jesus, esses seres exaltados permanecerão eternamente sujeitos a Deus Pai e "sempre o adorará". Entre os ressuscitados, as almas justas recebem grande glória e voltam a viver com Deus, sendo aperfeiçoadas pela expiação de Cristo. Assim, "deus" é um termo para um herdeiro do mais alto reino de Deus.
O presidente da Igreja SUD, Gordon B. Hinckley, ofereceu uma declaração de crença na qual reafirmou os ensinamentos da igreja a respeito da individualidade distinta e da perfeita união do Pai, do Filho e do Espírito Santo.

### Comunidade de Cristo
A Comunidade de Cristo, anteriormente a Igreja Reorganizada de Jesus Cristo dos Santos dos Últimos Dias, afirma a doutrina da Trindade. A Trindade é descrita na Comunidade de Cristo como um "Deus vivo que nos encontra no testemunho de Israel, é revelado em Jesus Cristo e se move por toda a criação como o Espírito Santo ... [uma] comunidade de três pessoas". Essa crença é consistente com as versões mais antigas do texto do Livro de Mórmon e dos testemunhos da Primeira Visão.

### Fundamentalistas Mórmons
Os fundamentalistas mórmons buscam reter a teologia e a prática mórmon como ela existia no final do século XIX. Como tal, a fé aceita a doutrina Adão-Deus, que identifica Deus, o Pai, com Adão. No fundamentalismo mórmon, Jeová e Jesus são considerados seres distintos e separados.[carece de fontes?]

## Pluralidade de deuses
Os santos dos últimos dias acreditam em um ciclo eterno em que os filhos de Deus podem progredir para se tornar "herdeiros de Deus e co-herdeiros de Cristo" (Romanos 8:17) e, assim, tornar-se um com Deus ou como Deus. Isso é comumente chamado de exaltação dentro da Igreja SUD. Ao abordar esta questão, o ex-presidente da igreja Gordon B. Hinckley observou que a igreja acredita que o homem pode se tornar Deus. Hinckley disse que o crescimento, o aprendizado e a obtenção de inteligência são princípios eternos e é uma das razões pelas quais a educação é importante para os membros da Igreja SUD.
Profetas ou líderes anteriores da igreja fizeram declarações sobre suas crenças pessoais sobre a exaltação. Joseph Smith ensinou, e os Mórmons acreditam, que todas as pessoas são filhos de Deus. Smith afirmou ainda no discurso de King Follett que Deus era filho de um pai, sugerindo um ciclo que continua por toda a eternidade.
O ex-presidente da Igreja Gordon B. Hinckley em uma entrevista demonstrou uma visão que ia na contra-mão do discurso de King Follet de Joseph Smith Jr, assim os Mórmons consideram o tópico como uma Doutrina profunda, na qual não há consenso doutrinário.